# UN-Sonderberichterstatter für Kambodscha
Die Stelle des Sonderberichterstatters zur Menschenrechtssituation in Kambodscha (englisch Special Rapporteur on the situation of human rights in Cambodia) wurde 1993 vom UN-Menschenrechtsrat geschaffen, um die instabile politische und gesellschaftliche Situation in Kambodscha nach dem dritten Bürgerkrieg, einem Jahr Verwaltung durch die UN und den ersten freien Wahlen nach 20 Jahren zu beobachten.

## Das UN-Mandat
1993 schuf der UN-Menschenrechtsrat das Mandat für den Sonderberichterstatter für die Menschenrechtssituation in Kambodscha durch seine Resolution E/CN.4/1993/6. Dies war im Pariser Abkommen festgelegt worden. Seither wird es regelmäßig verlängert.
Der Sonderberichterstatter hat die Aufgabe, Informationen von allen relevanten Akteuren zu sammeln, die Menschenrechtssituation in Kambodscha zu beurteilen und Empfehlungen für Verbesserungen abzugeben. Diese werden in jährlichen Berichten an den Menschenrechtsrat und die UN-Generalversammlung zusammengetragen. Der Sonderberichterstatter soll die Regierung Kambodschas bei der Erfüllung ihrer Menschenrechtsverpflichtungen und auch die Zivilgesellschaft bei der Wahrnehmung ihrer Rechte beraten und unterstützen.
Der Sachverständige ist kein Mitarbeiter der Vereinten Nationen, er wird von der UN mit einem unabhängigen Mandat beauftragt, für das ein Verhaltenskodex des UN-Menschenrechtsrats gilt. Der unabhängige Status der Mandatsträgerin ist für die unparteiische Wahrnehmung ihrer Aufgaben wesentlich. Die Amtszeit eines Mandats ist auf maximal sechs Jahre begrenzt.
In seinen Berichten stellt der Sonderberichterstatter alle betroffenen Menschenrechte dar. Dies betrifft bürgerliche, politische Rechte; wirtschaftliche, soziale und kulturelle Rechte, aber auch bspw. die Auswirkungen von COVID-19. Behandelt werden die Menschenrechte schwacher und randständiger Gruppen der Gesellschaft, aber auch die Land-, Umwelt- und Ressourcenzuteilung/-erhaltung.

## Amtsinhaber
- Michael Kirby,  Australien, 1993–1996
- Thomas Hammarberg,  Schweden 1996–2000
- Peter Leuprecht,  Österreich 2000–2005
- Yash Ghai,  Kenia 2005–2008
- Surya Prasad Subedi,  Nepal 2008–2015
- Vitit Muntarbhorn,  Thailand seit 2021

## Publikationen (Auswahl)
- A/HRC/45/51: Situation of human rights in Cambodia – Report of the Special Rapporteur on the situation of human rights in Cambodia, 24. August 2020
- A/HRC/42/60/Add.1: Assessing protection of those at risk of being left behind – Report of the Special Rapporteur on the situation of human rights in Cambodia, 2. September 2019